# Pleurotus
Pleurotus (Fr. P. Kumm., 1871) è un genere di funghi basidiomiceti carnosi, di grandi dimensioni, che vengono coltivati anche a livello industriale.
Al genere non appartengono specie velenose.

## Caratteristiche del genere
Cappello 
Non separabile dal gambo.
 Gambo 
Per lo più è eccentrico.
 Lamelle 
Decorrenti, bianche, con margine liscio.
 Spore 
Bianche in massa, lisce, ellittiche.

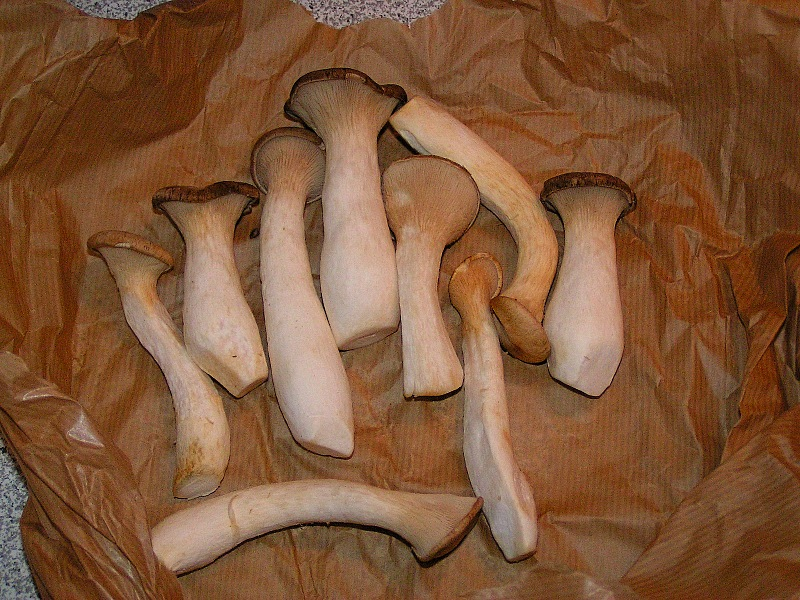
Esemplari di P. eryngii

## Habitat
Sono generalmente saprofiti, crescono su legno di piante morte o vive.

## Commestibilità
Non sono presenti specie velenose. Alcune non sono eduli in quanto troppo coriacee mentre altre lo sono, soprattutto gli esemplari giovani.
Di interesse molto rilevante soprattutto P. ostreatus perché facilmente coltivabile, P. eryngii in quanto, a detta di molti, qualitativamente superiore alla specie precedente, P. cornucopiae e P. nebrodensis.

## Specie diPleurotus
La specie tipo è il Pleurotus ostreatus (Jacq.) P. Kumm. (1871), altre specie sono:
- Pleurotus abalonus Y.H. Han, K.M. Chen et S. Cheng
- Pleurotus algidus (Fr.) Quél. (1872)
- Pleurotus atrocaeruleus (Fr.:Fr.) P.Kumm. (1871)
- Pleurotus australis (Cooke & Massee) Sacc. (1891)
- Pleurotus chioneus sensu E. Horak (1971)
- Pleurotus citrinopileatus Sing. (specie cespitosa, intensamente coltivata ed appellata in alcune parti d'Italia)
- Pleurotus cornucopiae (Paulet) Rolland (1910)
- Pleurotus cystidiosus O.K. Mill.
- Pleurotus djamor (Rumph. ex Fr.) Boedijn (1959)
- Pleurotus dryinus (Pers.) P. Kumm.
- Pleurotus eryngii (DC.) Quél. (1872)
- Pleurotus flabellatus (Berk. & Broome) Sacc. (1887)
- Pleurotus floridanus Singer
- Pleurotus kavinii (Pilat) Kuhner & Romagn.
- Pleurotus mitis sensu Massee (1899) [1898]
- Pleurotus nebrodensis (Inzenga) Quél. (1886)
- Pleurotus novaezelandiae (Berk.) Sacc. (1887)
- Pleurotus palmatus (Bull.) Fr.
- Pleurotus parsonsiae G. Stev. (1964) [as 'parsonsii']
- Pleurotus porrigens sensu Massee (1899) [1898]
- Pleurotus pulmonarius (Fr.) Quél. (1872) [as 'Pleurote']
- Pleurotus purpureoolivaceus (G. Stev.) Segedin, P.K. Buchanan & J.P. Wilkie (1995)
- Pleurotus sajor-caju (Fr.) Singer (1951)
- Pleurotus salignus (Pers.) P. Kumm. (1871)
- Pleurotus scabriusculus sensu Massee (1899) [1898]
- Pleurotus scabriusculus (Berk.) Sacc. (1887)
- Pleurotus serotinus (Pers.) P. Kumm. (1871)
- Pleurotus ulmarius (Bull.) J. Sowerby
- Pleurotus velatus Segedin, P.K. Buchanan & J.P. Wilkie (1995)
- Pleurotus viscidulus (Berk. & Broome) Cleland (1934)

## Etimologia
Dal greco pleurón = di fianco e oûs, otós = orecchio, con l'orecchio (il cappello) a fianco, per la forma del carpoforo.

## Galleria d'immagini

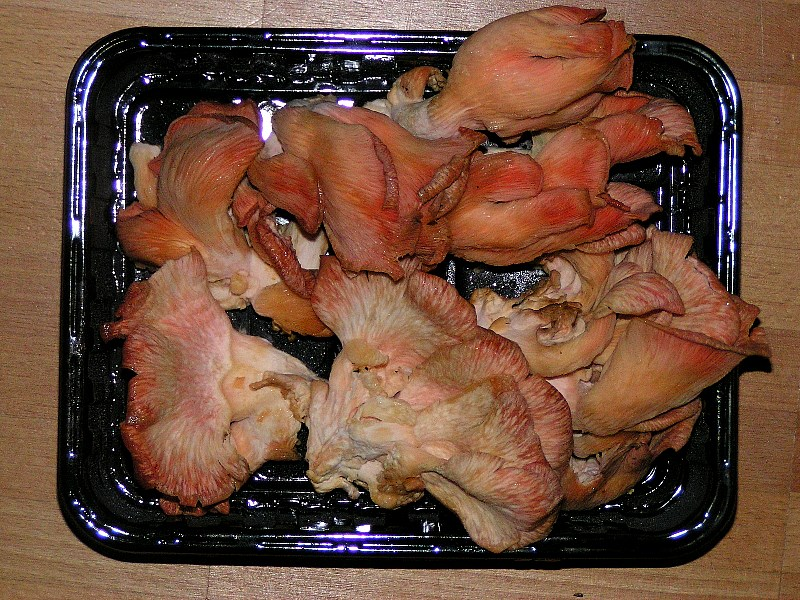
Pleurotus djamor
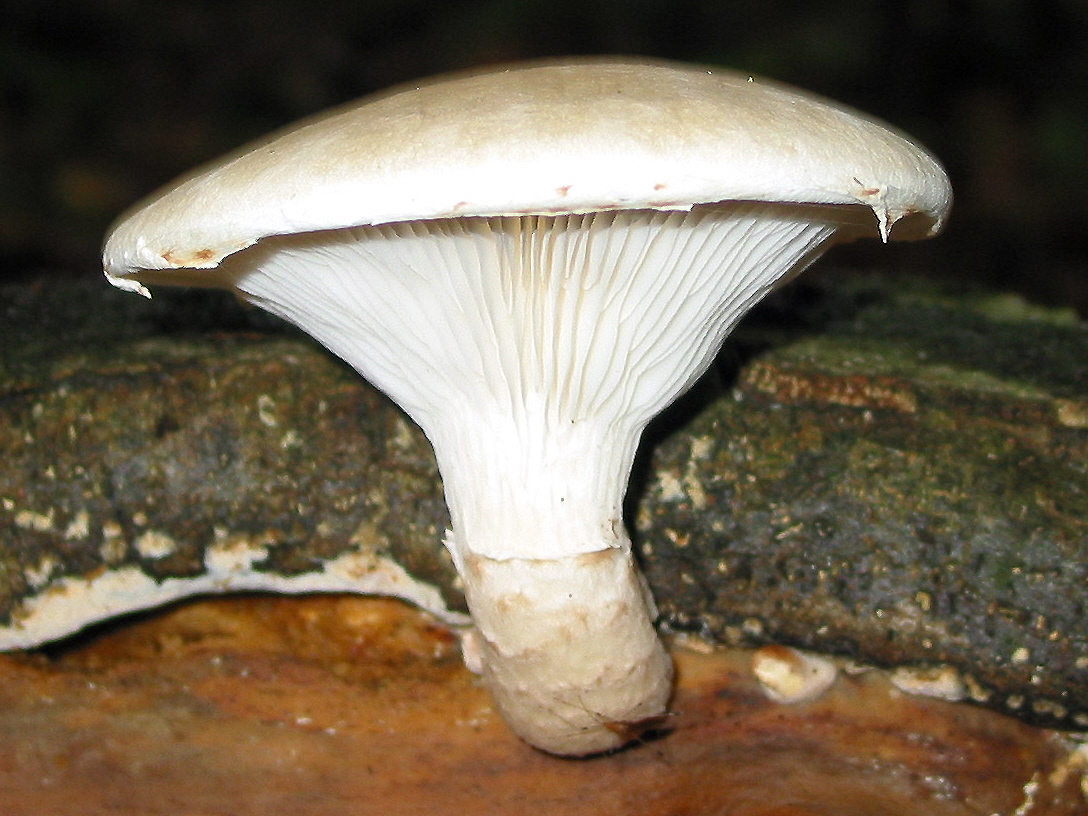
Pleurotus dryinus